# نصیرآباد (ساری)
نصیرآباد، روستایی است از توابع بخش رودپی شمالی شهرستان ساری در استان مازندران ایران.
این روستا در 25 کیلومتر شمال مرکز استان مازندران
بخش رودپی شمالی می باشد.
که از سمت شمال به روستای سوته
از سمت جنوب به روستای موزی باغ
از سمت غرب به زمین های کشاورزی روستای پنبه چوله
و از سمت شرق به زمین های کشاورزی روستای قجرخیل متصل می باشد.

## جمعیت
این روستا در دهستان رودپی شمالی قرار داشته و براساس آخرین سرشماری مرکز آمار ایران که در سال ۱۳۸۵ صورت گرفته، جمعیت آن ۱۰۰نفر (۲۴خانوار) بوده‌است.